# Крепский, Тадеуш
Тадеуш Крепский (пол. Tadeusz Krepski; 13 сентября 1920, Заленже, Львовское воеводство, Вторая Речь Посполитая — 14 июля 1988, Познань, ПНР) — польский военачальник, генерал дивизии вооружённых сил ПНР. В 1976—1983 — командующий ВВС Польши. При военном положении 1981—1983 — член Военного совета национального спасения.

## Служба в авиации
Родился в крестьянской семье украинских поляков. Среднее образование получил в Грудеке-Ягеллонском, в 1937—1939 учился в сельскохозяйственной школе в Жировичи. При немецкой оккупации зарабатывал батрачеством. В 1943 родители, брат и сестра Тадеуша Крепского погибли в Волынской резне, другой брат расстрелян НКВД, третий эмигрировал, стал лётчиком британских ВВС, потом поселился в Австралии. Сам Тадеуш Крепский примкнул к польской самообороне, а в марте 1944 вступил в ряды Народного Войска Польского.
Тадеуш Крепский был зачислен в стрелковый полк, затем отобран в группу подготовки к службе в военной авиации. Военно-воздушное обучение проходил в училищах Бугуруслана и Красного Кута. Вернувшись в Польшу, продолжил обучение в Демблине. В июне 1946 получил первое офицерское звание хорунжего ВВС. Стал одним из первых в Польше пилотов реактивного истребителя. С 1949 состоял в правящей компартии ПОРП.
С 1946 Тадеуш Крепский служил в 1-м истребительном авиационном полку «Варшава» (базировался в Миньск-Мазовецком). В 1950 — штурман полка в звании капитана. В 1952—1953 — командир полка в звании подполковника. В 1954—1956 полковник Крепский — командир 5-й авиационной истребительной дивизии в Варшаве. В 1956—1959 — заместитель командующего ВВС и ПВО ПНР. С 1959 по 1961 обучался в Военной академии Генштаба СССР. Вернувшись в Польшу, командовал 3-м корпусом ПВО во Вроцлаве. С 1967 по 1972 генерал бригады Крепский — заместитель командующего ВВС. С 1972 по 1976 — инспектор безопасности полётов в министерстве национальной обороны.
2 августа 1976 генерал Крепский сменил генерала Михалковского на посту командующего ВВС ПНР. В октябре ему было присвоено звание генерал дивизии. Под его командованием находились три истребительных дивизии, разведывательно-бомбардировочная бригада, два разведывательных полка, полк транспортной авиации и авиационный спецполк. Командующий лично посещал эскадрильи, отмечал отличившихся лётчиков.

## Политика и WRON
Тадеуш Крепский состоял в партийных комитетах командования ВВС и ПВО, в 1977—1978 — член Познанского воеводского комитета ПОРП (Познань — традиционное место базирования польской военной авиации). Был делегатом VIII и IX чрезвычайного партсъездов. На IX съезде в июле 1981 избран в состав Центральной ревизионной комиссии ПОРП. Он враждебно отнёсся к забастовочному движению 1980 и независимому профсоюзу Солидарность. Однако политически Крепский ориентировался не на «партийный бетон», а на министра национальной обороны генерала Ярузельского, с 1981 — премьер-министра ПНР и первого секретаря ЦК ПОРП. Он не был сторонником прямого военного вмешательства СССР в польские дела.
Известен эпизод весны 1981, когда советский представитель генерал Катрич, заместитель главнокомандующего Объединёнными вооружёнными силами Варшавского договора маршала Куликова, задал прямой вопрос Крепскому и его заместителю по политчасти генералу Лукасику: будет ли польская армия, включая авиацию, выполнять приказы, исходящие не от Ярузельского (с которым может что-нибудь случиться)? Об этом разговоре Крепский и Лукасик сообщили Ярузельскому. Это вызвало недовольство Катрича, который в следующем разговоре сделал жёсткий выговор Крепскому и поставил под сомнения его командные полномочия.
Разговор Крепского и Лукасика с Катричем впоследствии приводился Ярузельским как свидетельство подготовки советской интервенции и довод в пользу военного правления — не только для политической стабилизации, но и для сохранения суверенитета Польши. В ночь на 10 декабря 1981 Крепский участвовал в совещании в Генштабе — констатировалась катастрофическая ситуация и принималось принципиальное решение о чрезвычайных мерах.
13 декабря 1981 в Польше было введено военное положение. Генерал Крепский был включён в состав Военного совета национального спасения (WRON) — внеконституционного органа высшей власти во главе с генералом армии Ярузельским. Крепский не принадлежал к неформальной «Директории», где принимались все основные решения. Он считался представителем «второго ряда», наряду с генералом Лозовицким, генералом Рапацевичем, генералом Ужицким, генералом Оливой. Но Крепский занимал важную позицию во WRON — военно-политическое курирование Познани.

## Отставка и кончина
Ещё до отмены военного положения, 12 мая 1983 Тадеуш Крепский оставил пост командующего ВВС (его сменил генерал Кравчиц). 3 октября 1983 совершил прощальный полёт. Около полутора лет находился в распоряжении министерства обороны, 4 декабря 1984 ушёл в запас. Состоял в руководстве Союза борцов за свободу и демократию и Союза бывших профессиональных солдат, во главе которого стоял другой член WRON полковник Лесь.
Скончался Тадеуш Крепский в возрасте 67 лет. В похоронной церемонии на кладбище Юниково в Познани участвовала официальная делегация министерства обороны во главе с генералом Бараньским и генералом Кравчицем.